# Głogów Małopolski
Głogów Małopolski é um município da Polônia, na voivodia da Subcarpácia e no condado de Rzeszów. Estende-se por uma área de 20,90 km², com 7 952 habitantes, segundo os censos de 2020, com uma densidade de 380 hab/km².